# 奧西科韋 (科羅斯特舍夫區)
50°11′21″N 29°6′38″E / 50.18917°N 29.11056°E
奧西科韋（烏克蘭語：Осикове）是烏克蘭北部的村莊，隸屬日托米爾州的日托米爾區。該村面積0.628平方公里，海拔高度212米，2001年該村落人口80。